# Osmia nigritula
Osmia nigritula là một loài Hymenoptera trong họ Megachilidae. Loài này được Friese mô tả khoa học năm 1902.